# Ключ (територія)
Ключ — частина королівщини або парафії, адміністративно-територіальна одиниця в Речі Посполитій.
У шістнадцятому столітті власність на території Корони Польської поділялась на королівську (власність двору) і загальнодержавну (пол. skarb państwowy).
У Польщі, Литві та Україні королівські добра (лат. bona mensae regiae; вони називались «економіями») поділялися на ключі, які, як правило, являли собою адміністративні об'єднання кількох поселень. Ключ, у свою чергу, поділявся на фільварки. Ключем управляв виборний війт (голова), якого, на відміну від звичайного війта, називали «ключ-війтом».
У містечку, що складало центр ключа, велася торгівля і працювали ремісники. Тут прикажчик або орендар магната зі своїми прісними керував 10-15 селами і фільварками, що входили в ключ і відданими в свою чергу в оренду. Центр ключа переважно розташовувався на річці, а решта поселень ключа засновувались (закріпачувались) пізніше і були вище по течії або на притоках.

## Ключ як символ посади
У придворних колах європейських монархій зображення чи макет ключа використовувалися як ознаки посади камергера і свідчили про те, що цьому придворному «відкриті двері» до монарших покоїв. Макет золотого ключа, обв'язаного бантом з голубою стрічкою, чіплявся на задній кишені мундира камергера російського придворного відомства.